# Cycloponympha perspicua
Cycloponympha perspicua är en fjärilsart som beskrevs av Edward Meyrick 1913. Cycloponympha perspicua ingår i släktet Cycloponympha och familjen äkta malar. Inga underarter finns listade i Catalogue of Life.